# Čočo jezik
Chochotec jezik (ISO 639-3: coz; chocholtec, chocho, chocholteco, chochon, chochonteco, chochoteco), indijanski jezik iz Oaxace kojim govore Chocho (Čočo) Indijanci po naseljima Santa María Nativitas, San Juan Bautista Coixtlahuaca i San Miguel Tulancingo u distriktu Nochixtlán.
Klasificira se porodici popoloca, užoj skupini chocho-popoloca. 770 govornika (1998).

## Vanjske poveznice
- Ethnologue (14th)
- Ethnologue (15th)